# Gabriela Szabo
Gabriela Szabo (Bistrița, Rumunjska, 14. studenog 1975.) umirovljena je rumunjska atletičarka. Natjecala se u disciplinama 1500 m i 5000 m na Olimpijskim igrama 1996. i 2000. i osvojila zlatnu, srebrnu i brončanu medalju.
Gabriela Szabo je i trostruka svjetska prvakinja. Tijekom cijele karijere trenirao ju je Zsolt Gyöngyössy, za kojeg se kasnije udala. U svibnju 2005. odustala je od natjecanja zbog iscrpljenosti. Držala je europski rekord na 3000 m između 2002. i 2019. godine. Proglašena je najboljom europskom atletičarkom godine 1999.

## Rani život
Rođena je od majke Rumunjke i oca Mađara. Kao dijete, govorila je mađarski sa svojim prijateljima, ali danas može razumjeti samo nekoliko riječi, zbog čega joj je žao.

## Poslije sportske karijere
Od 19. kolovoza 2013. nosila je počasnu titulu veleposlanice rumunjskog turizma, zajedno sa sedam drugih kulturnih i sportskih ličnosti Rumunjske.
Dana 5. ožujka 2014. imenovana je ministricom mladih i sporta u socijaldemokratskoj vladi Victora Ponte. Dužnost je obnašala do 17. studenog 2015. godine.